# Wiśniowy sad
Wiśniowy sad (ros. Вишнëвый сад) – dramat Antona Czechowa, napisany w 1903 r., po raz pierwszy wystawiony 17 stycznia 1904 przez Konstantina Stanisławskiego. To ostatnia sztuka teatralna Czechowa. Tematem utworu jest degradacja rosyjskiej szlachty. 
Choć sam Czechow uważał, że utwór jest komedią, a w pewnych momentach wręcz farsą, wystawiany był jako melodramat, wbrew zamysłom i protestom autora. Spór ten wystąpił już podczas pierwszego wystawienia sztuki - Stanisławski upierał się, żeby przedstawić ją w tonacji tragicznej. Czechow był temu tak przeciwny, że nie chciał pojawić się na premierze; namówiony, pojawił się dopiero na początku drugiego aktu.

## Zarys fabuły

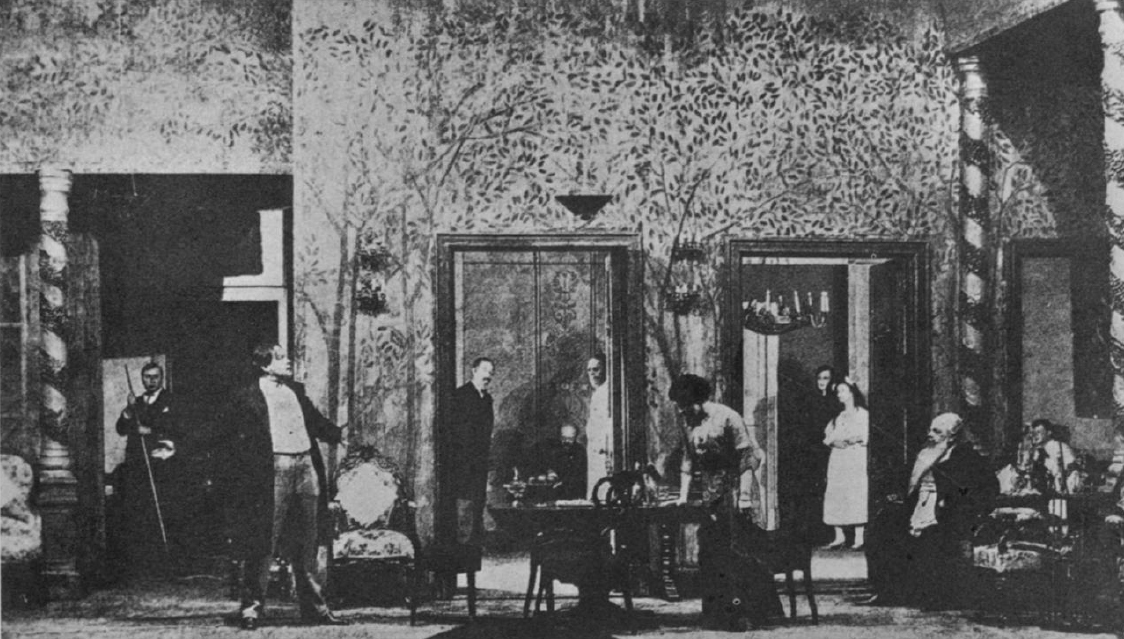
Scena z inscenizacji Wiśniowego sadu w 1904

Tematyką utworu jest rozpad dawnych gniazd szlacheckich i degeneracja ziemiaństwa. Treścią dramatu są dzieje wdowy Raniewskiej, jej brata Gajewa i ich najbliższego otoczenia. Raniewska po śmierci syna wyjechała za granicę z kochankiem, który ją porzucił i okradł. Obecnie wraz z córką Anią wraca do rodzinnego majątku, w którym rezyduje Gajew - jej brat. Majątek jest zadłużony, a jedyny sposób na wyjście z długów to rozparcelowanie starego wiśniowego sadu, przylegającego do dworu, i sprzedanie go na działki budowlane. Raniewska nie zgadza się na to. Majątek i sad zostają jednak zlicytowane. Nowym właścicielem zostaje Łopachin, syn pańszczyźnianego chłopa, którego kiedyś nie wpuszczano nawet na pokoje. Wszyscy opuszczają dwór. Raniewska powraca do Paryża wezwana przez chorego kochanka. Na miejscu pozostaje tylko Firs, wierny sługa, o którym wszyscy zapomnieli. Wśród powszechnego poczucia klęski jedynie zakochani w sobie Ania i Trofimow (dawny korepetytor syna Raniewskiej) nie tracą nadziei. Zamierzają poświęcić się nauce i zdobyć zawód.